# Șumuleu Ciuc
Șumuleu Ciuc (en hongrois : Csíksomlyó) est un village de Roumanie dépendant de la commune de Miercurea-Ciuc. Il s'agit d'un lieu de pèlerinage pour les catholiques de Hongrie et de Roumanie.

## Lieu de pèlerinage
Un sanctuaire est fondé en 1442 dans le village pour commémorer une victoire contre l'Empire ottoman. Un grand pèlerinage marial a lieu chaque année au moment de la pentecôte pour célébrer la résistance des catholiques hongrois face aux tentatives de conversion des protestants.
Le pape François s'est rendu en juin 2019 dans le sanctuaire, qui accueillait 90 000 fidèles, dont le président hongrois János Áder.